# Eduard Reut-Nicolussi

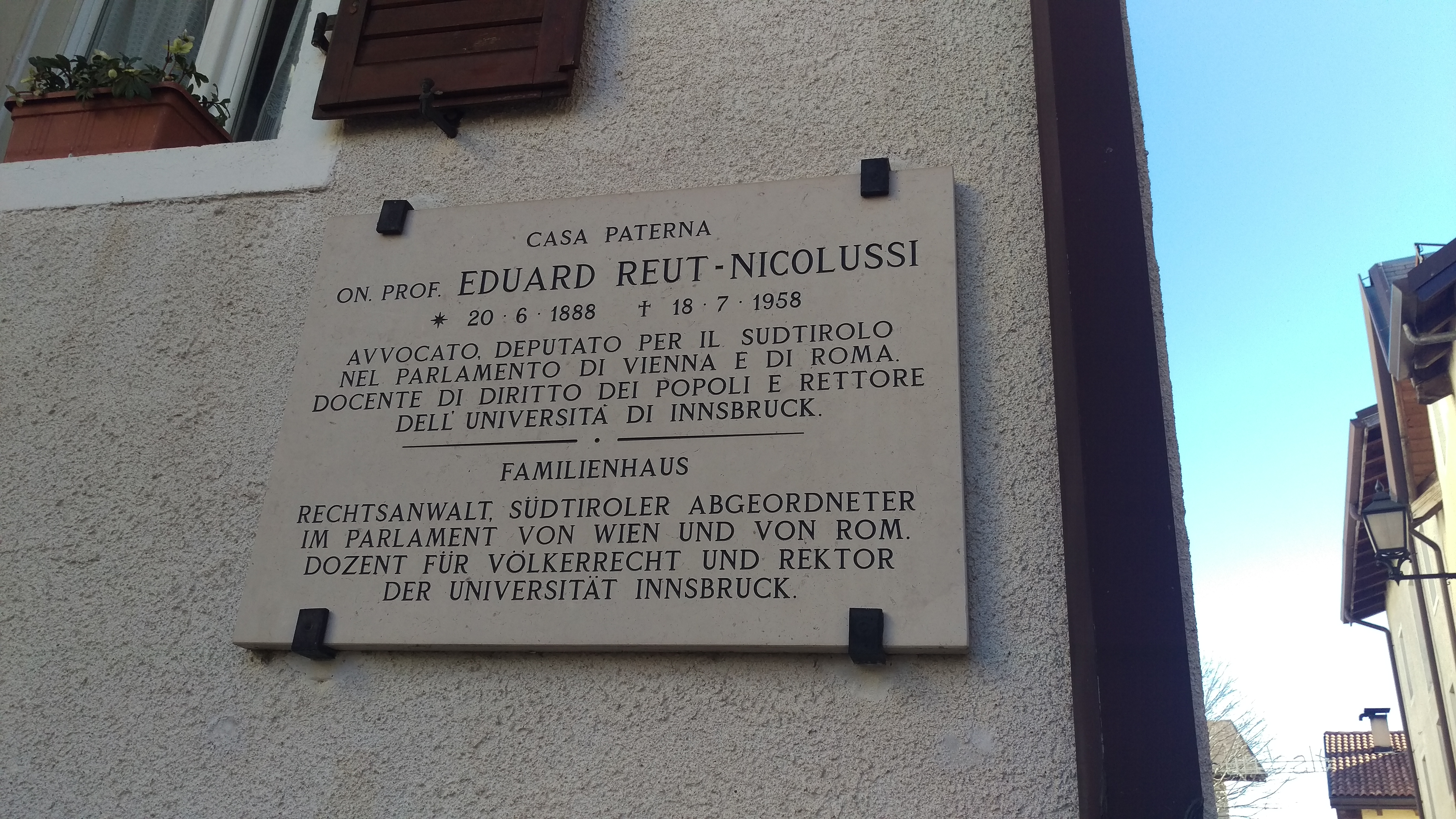
Targa commemorativa - casa paterna di Eduard Reut Nicolussi a Luserna

Eduard Reut-Nicolussi, italianizzato in Edoardo Reut-Nicolussi (Trento, 22 giugno 1888 – Innsbruck, 18 luglio 1958), è stato un giurista e politico austriaco, già cittadino austro-ungarico.

## Biografia
Edoardo Luigi Maria, figlio del maestro Matthäus Nicolussi Castellan (Luserna 1852 - Bolzano,  1922) e di Maria Inama, nacque a Trento il 22 giugno 1888. 
I genitori erano tirolesi, facenti parte della minoranza linguistica tedesca dei Cimbri.
Cresciuto a Luserna, villaggio dell'altopiano dell'Alta Valsugana al tempo sotto dominio asburgico, studiò presso l'Imperial Regio Ginnasio di Trento e poi ad Innsbruck dove diventò giurista. Durante la Grande Guerra si arruolò nei Kaiserjäger ("Cacciatori imperiali"), di cui divenne presto ufficiale, e durante un combattimento venne ferito. Ricevette una medaglia d'oro al Valore, distinguendosi per la sua assoluta dedizione alla causa militare e per la resistenza tenace opposta sul Col di Lana.
Dopo la fine della prima guerra mondiale (1918) il territorio del Tirolo Meridionale fu annesso al Regno d'Italia e la situazione divenne difficile per gli abitanti di madrelingua tedesca. Nicolussi divenne uno dei leader politici più popolari della provincia, portando avanti le istanze di unità delle popolazioni germanofone. Il 25 aprile 1921 partecipò da oratore all'adunanza pubblica di protesta organizzata dopo i fatti del Blutsonntag di Bolzano.
Alle elezioni politiche del 15 maggio 1921 fu eletto alla Camera dei deputati nelle liste della Deutscher Verband (DV), una federazione locale di partiti raggruppante i cattolici della Tiroler Volkspartei ("Partito Popolare Tirolese") e la Freiheitliche Partei ("Partito libertario"). Nei documenti ufficiali il suo nome risulta italianizzato in Edoardo Reuth Nicolussi. A Roma portò avanti le istanze del suo territorio, ma i negoziati fallirono con l'avvento del fascismo, che lo fece decadere da deputato e sciolse anche il suo partito, nel quadro di una vasta politica di italianizzazione. Il 21 luglio 1921 il fascista Achille Starace tentò di aggredire e poi sputare in faccia a Nicolussi.

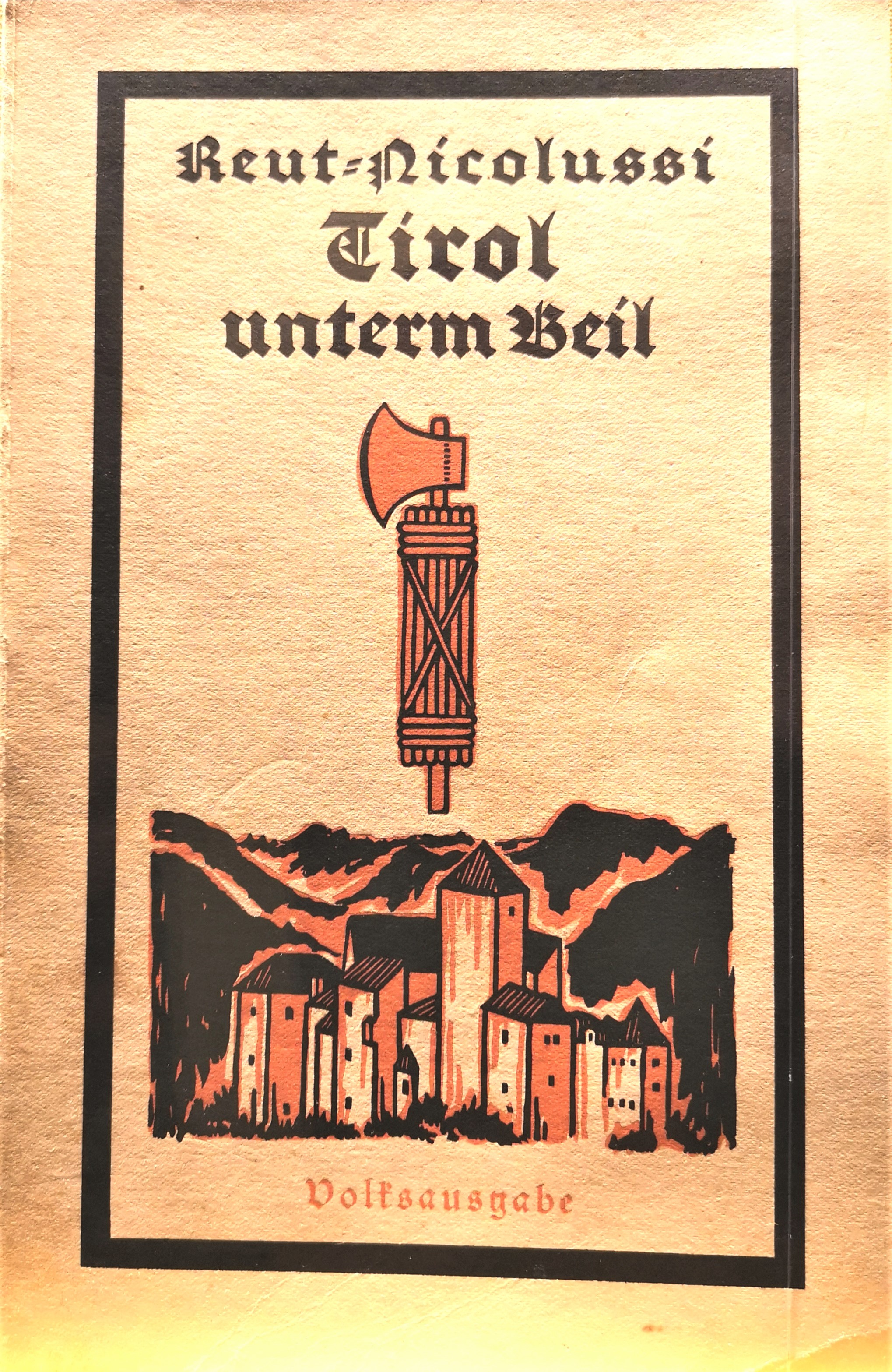
Frontespizio della pubblicazione di Reut-Nicolussi Tirol unterm Beil (Il Tirolo sotto la scure), uscita a Monaco nel 1928

Perseguitato dall'apparato di polizia fascista, Reut-Nicolussi nel 1927 si sottrasse all'imminente arresto fuggendo a Innsbruck, ove raccolse la sua protesta verso le politiche del regime contro i sudtirolesi, nel libro Tirol unterm Beil (Il Tirolo sotto la scure) che uscì in tedesco nel 1928, per i tipi del rinomato editore C.H. Beck di Monaco di Baviera. Ne seguì anche un'edizione inglese, Tyrol under the Axe of Italian Fascism, pubblicata nel 1930 a Londra. In quello stesso periodo, le denunce di Reut-Nicolussi furono riprese in vari articoli del Manchester Guardian che lo definivano il Michael Collins del Sudtirolo.
Dopo la seconda guerra mondiale (durante la quale aveva collaborato con la resistenza contro il nazifascismo) tornò a lavorare per la riunificazione del Tirolo storico sotto la bandiera della repubblica d'Austria, assieme ad altri politici dell'Alto Adige e del Trentino, mantenendo anche contatti con il semiclandestino Movimento Separatista Trentino (MST). I suoi sforzi in questo senso furono bensì vani: gli alleati decisero di lasciare il Trentino e l'Alto Adige all'Italia, e Nicolussi si trasferì in Austria.
In seguito fu professore di diritto internazionale all'Università di Innsbruck e nel 1947 divenne anche magnifico rettore della stessa. Fu altresì eletto deputato al parlamento austriaco.
Eduard Reut-Nicolussi morì il 18 luglio 1958 a Innsbruck, all'età di 70 anni. Sulla lapide della sua tomba venne incisa la scritta "Er liebte die Freiheit und Tirol" ("Amò la libertà e il Tirolo"). Ad Innsbruck gli è stata dedicata una via e un busto sulla collina del Bergisel, presso il Museo dei Kaiserjäger, accanto a quelli di altri personaggi che hanno lottato per la riunificazione del Tirolo.

## Opere
- Tirol unterm Beil, Monaco di Baviera, C.H. Beck, 1928 (Tyrol under the Axe of Italian Fascism, Londra, George Allen, 1930)
- Das altösterreichische Nationalitätenrecht in Welschtirol, 1930
- Unparteilichkeit im Völkerrecht, 1940
- Leitfaden der Redekunst, 1949
- Eduard Reut-Nicolussi und die Südtirolfrage. Streiter für die Einheit und Freiheit Tirols. Dokumentenedition, vorwiegend aus dem Nachlass, herausgegeben von Michael Gehler (Schlern-Schriften, 333/2), Innsbruck, Universitätsverlag Wagner, 2007, ISBN 978-3-7030-0415-5